# Bătălia de la Maraș
Bătălia de la Maraș a avut loc la începutul iernii anului 1920 între forțele franceze care ocupau orașul Maraș din Imperiul Otoman și cele naționaliste turce loiale lui Mustafa Kemal Pașa. Aceasta a fost prima bătălie importantă a Războiului de Independență al Turciei. După trei zile de lupte, forțele francize au fost obligate să abandoneze orașul și să se retragă. Forțele turce s-au dedat la masacrarea refugiaților armeni, care ajunseseră aici după ce scăpaseră de atacurile turcilor din timpul Genocidului Armean. Retragerea controversată a francezilor și masacrarea armenilor care a avut loc sub ochii militarilor Parisului avea să fie numită mai apoi „Afacerea Maraș”.

## Contextul general
După capitularea Imperiului Otoman în fața Aliaților în octombrie 1918, orașul Marash a trecut sub ocupația reunită a armatelor britanice și franceze (cea din urmă compusă în special din voluntari armeni din Legiunea franco-armeană) . În luna februarie 1919, feldmareșalul Edmund Allenby a numit câțiva ofițeri franczi care să supervizeze administrația regiunii Cilicia și repatrierea zecilor de mii de armeni deportați în timpul războiului ca parte a Genocidului Armean. Pe parcursul a câteva luni au fost repatriați aproximativ 150.000 de armeni, din care 20.000 cetățeni originari din Marash.
În perioada care a urmat încetării luptelor Primului Război Mondial, CIlicia a devenit mărul discordiei între francezi și britanici, care doreau fiecare să-și crească influența în regiune. Guvernul britanic se afla în această perioadă de timp sub o puternică presiune din partea opiniei publice pentru retragerea și demobilizarea trupelor sale din Orientul Mijlociu și, pe 15 septembrie 1919, premierul David Lloyd George a acceptat fără entuziasm propunerea omologului său francez Georges Clemenceau ca Franța să își asume controlul asupra Ciliciei. Transferul de comandă a avut loc pe 4 noiembrie, dar obligația asumată de mareșalul Ferdinand Foch de întărire a forțelor din regiune cu 32 de batalioane de infanterie, 20 de escadroane de cavalerie și 14 baterii de artilerie nu a fost niciodată îndeplinită. Forțele franceze nu erau dotate cu automobile blindate, erau lipsite de sprijin aerian și arme automate, dar și de unități de transmisiuni radio și chiar și de cele cu porumbei voiajori.

## Mișcarea Națională Turcă

Orașul Marash este localizat în provincia (vilayetul) Aleppo

Rivalitatea anglo-franceză a influențat în bine Mișcarea Națională Turcă, întărită continuu sub conducerea Mustafa Kemal Pașa. Kemal a denunțat ocupația aliată a Ciliciei în noiembrie 1919 și la îndemnul lui, forțele naționaliste se pregăteau tenace pentru atacarea unităților disparate franceze din garnizoanele Marash, Aintab și Urfa. Kemal a trimis în zonă o serie de ofițeri experimentați precum kurdul Kılıç Ali Bey să organizeze unitățile tribale din regiune. În ianuarie 1920, convoaiele de aprovizionare franceze și liniile lor de comunicații au început să fie atacate în mod regulat de milițiile turce, iar armenii care fuseseră repatriați au fost din nou ținte ale atacurilor partizanilor, fiind forțați să își părăsească din nou căminele.  Francezii au încercat să calmeze minoritățile musulmane din regiune (circazieni, kurzi, aleviți) prin crearea unităților de jandarmerie nu a făcut decât să îi incite pe naționaliștii turci să arboreze drapelul turc pe citadela abandonată a Marașului în încercarea de intimidare a musulmanilor care se arătau dispuși să coopereze cu ocupantul
În aceste condiții, căpitanul Pierre-Jean Daniel André, comandantul garnizoanei din Maraș a cerut întăriri dar, datorită indeciziei superiorului său, locotenent-colonelul Jean Flye-Sainte-Marie, el a primit ordin să se prezinte la raport la comandantul diviziei , generalul de brigadă Julien Dufieux, aflat la Adana. Dufieux a aprobat trimiterea de întăriri la Maraș sub comanda generalului Quérette, dar aceste forțe proaspete au sosit în regiune doar pe 17 ianuarie, când francezii pierduseră deja inițiativa tactică. Convoaiele de aprovizionare au fost atacate în cadrul unor ambuscade la Bel Punar și El-Oghlu, la fel precum forțele de sprijin de sub comanda maiorului Corneloup. Generalul Quérette i-a convocat pe 21 ianuarie pe liderii locali din Maraș la cartierul său general și le-a prezentat dovezi care ar fi făcut legătura dintre aceștia din urmă și atacurile antifranceze. La sfârșitul întâlnirii, generalul le-a cerut notabilităților locale să pună capăt ostilităților. La plecarea liderilor locali, ofițerul turc al poliției locale Arslan Bey a tras cinci focuri de pistol în aer, dând semnalul începutului rebeliunii.

## Luptele

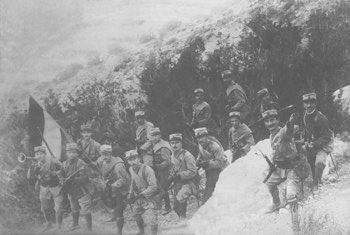
Cei mai mulți soldați ai garnizoanei franceze din Maraș erau armeni din Legiunea franco-armeană, algerieni și senegalezi

Primii francezi care au fost atacați au fost ofițerii care conlucrau cu jandarmeria locală sau gărzile civile. Contingentele garnizoanei franceze din Maraș, aproximativ 2.000 de oameni, erau izolate în diferitele cartiere ala orașului și erau supuse separat atacurilor. Între garnizoana din Maraș și cartierul general al diviziei comandat de generalul Dufieux nu existau linii telefonice sau telegrafice, iar generalul a fost informat despre lupte de abia pe 31 ianuarie, când mai mulți armeni din Legiunea franco-armeană deghizați în musulmani au reușit să se strecoare din orașul asediat. Dufieux i-a ordonat imediat locotenent colonelului Robert Normand să conducă o misiune de eliberare a Marașului – trei batalioane de infanterie și o jumătate de escadron de cavalerie. Pentru obținerea de informații, a fost trimisă o misiune de recunoaștere aeriană, care a dat speranțe francezilor, armenilor și voluntarilor din misiunea umanitară americană din oraș.
Pe 7 septembrie, unitatea militară comandată de Normand a început pătrunderea în oraș și a declanșat bombardamente de artilerie asupra pozițiilor turcilor. A doua zi, Normand a reușit să elibereze subunitatea comandată de Cornelope, care rezista pe poziții de două săptămâni și au continuat înaintarea spre statul major al generalului Quérette. Acesta din urmă a fost surprins când Normand i-a spus că a primit ordin din partea generalului Dufieux pentru evacuarea garnizoanei franceze din Maraș și a creștinilor și musulmanilor loiali francezilor. Când Quérette a încercat să se opună unui asemenea ordin, Normand a pretins că nu vor mai fi trimise alte întăriri sau provizii. Aceste ultime cuvinte l-au convins pe Quérette în cele din urmă. Ordinul de evacuare a fost dat chiar în momentele în care naționaliștii turci încercau să obțină o încetare a focului. Cand generalul Quérette începuse negocierile cu reprezentantul turcilor, dr. Mustafa, Normand a dat ordinul de evacuare. Pană la ora 3 în dimineața zilei de 11 februarie, Quérette a distrus toate stocurile rămase de muniție și s-a pregătit să-și strecoare din oraș oamenii sub protecția întunericului. Această retragere secretă avea ca scop împiedicarea populației creștine speriate să încetinească plecarea trupelor. Secretul retragerii nu a fost păstrat și aproximativ 4.000 – 5.000 de armeni au reușit să fugă împreună cu trupele franceze într-un marș de trei zile și 120 km până la Islahiye. Numeroși armeni au murit de extenuare sau frig în ceea ce a devenit cunoscut în epocă drept „Afacerea Maraș”. Dintre armenii care au părăsit Marașul, doar aproximativ 1.500 au mai ajuns la Islahiye pe 13 februarie.
Francezii au pierdut în luptă 160 de morți, 170 de dispăruți, 280 de răniți și 300 de oameni au suferit de degerături.

## Masacrarea armenilor
Cele trei săptămâni de asediu al Marașului au însemnat o mare tragedie pentru populația armenească. Armenii repatriați au fost masacrați de către grupuri de turci care au incendiat casele creștinilor și au barat orice acces spre spitalul misionarilor americani. Armenii au încercat să se salveze adăpostindu-se în biserici și școli.
Femeile și copii armeni s-au adăpostit în cele șase biserici apostolice, trei evanghelice și în singura biserică romano-catolică din oraș. Armenii înarmați au încercat să apere aceste locuri de refugiu, dar au fost în cele din urmă depășiți numeric și înfrânți. Toate bisericile armenești și, în cele din urmă, toate cartierele armenești, au fost distruse prin incendiere. violențele împotriva armenilor au fost exacerbate de retragerea francezilor de pe 10 februarie. În momentul în care aproximativ 2.000 de armeni au încercat să părăsească refugiul din catedrala romano-catolică și să se alăture coloanelor armatei franceze, ei au fost uciși de către pușcașii și mitraliorii turci.
Rapoartele vremii considerau că au fost uciși în acele zile aproximativ 16.000 de armeni, dar cercetări mai târzii au redus această cifră la 5.000 – 12.000 de oameni.

## Urmări
Deși veștile despre atacurile împotriva armatei franceze și masacrarea armenilor au ajuns și la urechile reprezentanților aliaților din Europa, Înaltul comandament francez nu a făcut nicio declarație publică cu privire la vreun incident serios în zona sa de responsabilitate din Anatolia. În mediile militare franceze însă se manifesta o stare de stupoare fața de violența atacurilor naționaliștilor turci. Luptele și masacrele armenilor au devenit subiecte de presă în ziarele europene și americane, ca și în Parlamentul Britanic . Rolul colonelului Normand în perioada de dinaintea și în timpul evacuării a provocat discuții aprinse printre membrii Statului major al generalului Dufieux, dat fiind faptul că un ordin oficial de retragere nu fusese dat de general. Cu toate aceste, Dufieux a fost îndemnat de comandantul Armatei din Levant, generalul Henri Gouraud, să mușamalizeze afacerea. Colonelul Édouard Brémond, administratorul militar al zonei de ocupație a reflectat această decizie în memoriile sale:
„Decizia de retragere rămâne un mister. Aceasta nu a fost luată la Beirut, nici la Adana, ci la Maraș. Aceasta arată fără niciun dubiu că ordinul de evacuare nu ar fi fost dat dacă ar fi existat în Maraș dispozitive ce comunicație fără fir, care ar fi permis o comunicație neîngrădită cu Adana.”
După câțiva ani, el avea să recunoască cinstit: „Colonelul Normand nu a adus un ordin de evacuare; el l-a dat [subliniat în original].”. Misionarul american Stanley E. Kerr avea să scrie în analiza sa că retragerea a fost determinată de incapacitatea francezilor să-și susțină pozițiile din punct de vedere al efectivelor, dotării, aprovizionării, informațiilor, etc.
Reprezentanții Aliați la Constantinopol au făcut presiuni asupra guvernului otoman dar, în acest timp, francezii au căutat să ajungă la o înțelegere cu Mustafa Kemal Pașa. Consiliul Suprem Aliat, care în acele momente participa la negocierile Conferinței de la Londra care pregăteau detaliile tratatului de pace cu Imperiul Otoman, a luat în discuție și poziția față de evenimentele din Maraș. Unii dintre delegați, printre ei și premierul britanic David Lloyd-George, au cerut ca să se exercite presiuni asupra guvernului otoman pentru ca asemenea tragedii să nu se mai repete, dar au existat și diplomați care și-au exprimat rezervele față de capacitatea guvernului sultanului de control asupra evenimentelor. Diplomații occidentali au ajuns la concluzia că guvernul otoman trebuie să îl demită pe Kemal din orice funcție oficială, deși tot ei au admis că o asemenea măsură nu are nicio valoare practică, de vreme ce guvernul sultanului nu avea niciun control asupra lui Kemal, care era în fruntea unui guvern paralel în Anatolia . Diplomații au ajuns să ia o decizi pe 10 martie. Delegațiile britanică, franceză și italiană au căzut de acord să autorizeze ocuparea oficială a Constantinopolului, misiune care a fost îndeplinită de forțele generalului George F. Milne în dimineața zilei de 16 martie.
Pe 7 aprilie 1925, Marașul a fost unul dintre cele două orașe turcești care au fost decorate cu „Medalia Independenței” (celălalt oraș a fost İnebolu).